# Мерсервил-Хамилтон Сквер (Њу Џерзи)
Мерсервил-Хамилтон Сквер (енгл. Mercerville-Hamilton Square) град је у америчкој савезној држави Њу Џерзи.

## Демографија
По попису из 2000. године број становника је 26.419.
| Група             | 2000.          | 2010.    |
| Белци             | 24.471 (92,6%) | 0 (0,0%) |
| Афроамериканци    | 384 (1,5%)     | 0 (0,0%) |
| Азијати           | 666 (2,5%)     | 0 (0,0%) |
| Хиспаноамериканци | 671 (2,5%)     | 0 (0,0%) |
| Укупно            | 26.419         | 0        |